# Distretto di Žargalant (Tôv)
Il distretto di Žargalant  è uno dei ventisette distretti (sum) in cui è suddivisa la provincia del Tôv, in Mongolia. Conta una popolazione di 5.781 abitanti (censimento 2007). 